# Aréna Pete Morin
L'aréna Pete Morin est un aréna situé à Lachine sur l'île de Montréal au Québec.
Ouvert en 1938 sous le nom d'Aréna de Lachine, l'aréna Pete Morin comprend une patinoire, un casse-croute et une mini boutique de sports.
Il héberge les Dragons de Sainte-Anne de la Ligue de hockey préparatoire scolaire (LHPS), des bureaux administratifs de hockey et autres associations sportives.
Son nom actuel honore la mémoire de Pete Morin (en) (1915-2000), joueur de hockey sur glace originaire de Lachine.